# دیوید رودریگز (بازیکن فوتبال، زاده ۱۹۸۶)
دیوید رودریگز (انگلیسی: David Rodríguez؛ زادهٔ ۱۴ فوریهٔ ۱۹۸۶) بازیکن فوتبال اهل اسپانیا است.
از باشگاه‌هایی که در آن بازی کرده‌است می‌توان به باشگاه فوتبال اتلتیکو مادرید، باشگاه فوتبال آلمریا، باشگاه فوتبال آلکورکون، باشگاه فوتبال لاس پالماس، باشگاه فوتبال اسپورتینگ خیخون، باشگاه فوتبال اوساسونا، باشگاه فوتبال سلتاویگو، باشگاه فوتبال برایتون اند هوو آلبیون، و باشگاه فوتبال اتلتیکو مادرید بی اشاره کرد.
وی همچنین در تیم‌های ملی فوتبال زیر ۱۶ سال اسپانیا، زیر ۱۷ سال اسپانیا، زیر ۱۸ سال اسپانیا، و زیر ۱۹ سال اسپانیا بازی کرده‌است.